# Erodium dimorphum
Erodium dimorphum är en näveväxtart som beskrevs av Per Erland Berg Wendelbo. Erodium dimorphum ingår i släktet skatnävor, och familjen näveväxter. Inga underarter finns listade i Catalogue of Life.